# Jeffrey Eugenides
Jeffrey Kent Eugenides (AFI: [ˈdʒɛfɹɪ jʊˈdʒɛnɪdəs]) (nascut el 13 d'abril de 1960 a Detroit, Michigan) és un novel·lista i autor de relats americà d'origen grec i irlandès. Va anar a la prestigiosa Universitat Liggett School de Grosse Pointe i es va graduar a la Universitat de Brown el 1983. Té un màster en Escriptura Creativa per la Universitat Stanford. Eugenides va viure amb la seva dona, l'artista Karen Yamauchi, i la seva filla a Berlín entre 1999 i 2004. És molt reticent a fer aparicions en públic o a parlar de la seva vida privada. Avui en dia viu a Chicago i està escrivint un llibre sobre Berlín.

## Novel·les
- Les verges suïcides (1993). Les verges suïcides es va convertir en una pel·lícula dirigida per Sofia Coppola el 1999.
- Middlesex (2002) (Premi Pulitzer per Obres de Ficció 2003).
- La trama matrimonial (Empúries, 2013).

## Relats
- Air Mail (1997).
- The Speed of Sperm (1997).
- Timeshare (1999).
- Baster (2000).
- Ancient Myths (2001).
- Early Music (2005).
- Fresh Complaint (2017).